# Pseudoceles
Pseudoceles is een geslacht van rechtvleugeligen uit de familie veldsprinkhanen (Acrididae). De wetenschappelijke naam van dit geslacht is voor het eerst geldig gepubliceerd in 1899 door Bolívar.

## Soorten
Het geslacht Pseudoceles omvat de volgende soorten:
- Pseudoceles armeniacus Dirsh, 1949
- Pseudoceles dirshi Popov, 1951
- Pseudoceles ebneri Dirsh, 1949
- Pseudoceles inornatus Bey-Bienko, 1951
- Pseudoceles ledereri Brunner von Wattenwyl, 1884
- Pseudoceles obscurus Uvarov, 1927
- Pseudoceles oedipodioides Bolívar, 1899
- Pseudoceles palaestinus Dirsh, 1949
- Pseudoceles persa Saussure, 1884
- Pseudoceles zangezuri Dirsh, 1949